# Alex Rider
Alexander "Alex" Rider (nascido em 13 de Fevereiro de 1987) é um personagem fictício. Ele é o protagonista da série de romances de Alex Rider do autor britânico Anthony Horowitz. A série foi adaptada no filme Stormbreaker, onde Rider foi interpretado por Alex Pettyfer.
No Brasil a série só foi lançada até o 3° livro pela Publifolha:
1. Alex Rider Contra Stormbreaker;
2. Alex Rider Desvenda Point Blanc;
3. Alex Rider Mergulha na Ilha do Esqueleto.

A série ainda conta com outros títulos:
- Eagle Strike
- Scorpia
- Ark Angel
- Snakehead
- Crocodile Tears
- Yassen
- Endurance Point